# هیرومی کوجیما (بازیکن فوتبال، زاده ۱۹۸۹)
هیرومی کوجیما (ژاپنی: 小島 弘已؛ زادهٔ ۲۷ اکتبر ۱۹۸۹) یک بازیکن فوتبال اهل ژاپن است.
از باشگاه‌هایی که در آن بازی کرده‌است می‌توان به باشگاه فوتبال گیفو اشاره کرد.